# (2742) Gibson
(2742) Gibson ist ein Asteroid des äußeren Hauptgürtels, der am 6. Mai 1981 von der US-amerikanischen Astronomin Carolyn Shoemaker am Palomar-Observatorium (IAU-Code 695) in Kalifornien entdeckt wurde, auf von Eleanor Helin und Schelte John Bus aufgenommenen Fotoplatten. Unbestätigte Sichtungen des Asteroiden hatte es schon vorher mehrmals gegeben: am 4. Oktober 1948 (1948 TS) am französischen Observatoire de Nice, 1953 (1953 TT1) am Goethe-Link-Observatorium in Indiana sowie am 25. Mai 1971 (1971 KV), 26. Oktober 1973 (1973 UD2), 18. Januar 1975 (1975 BZ) und 1978 (1978 TB8) am Krim-Observatorium in Nautschnyj.
Die Bahndaten von (2742) Gibson entsprechen der Koronis-Familie, einer Gruppe von Asteroiden, die nach (158) Koronis benannt ist. Die zeitlosen (nichtoskulierenden) Bahnelemente von (2742) Gibson sind fast identisch mit denjenigen der beiden kleineren, wenn man von der Absoluten Helligkeit von 16,5 und 16,0 gegenüber 11,8 ausgeht, Asteroiden (181078) 2005 QH26 und (241493) 2009 BQ172.
(2742) Gibson wurde am 28. Januar 1983 nach dem US-amerikanischen Astronomen und Asteroidenentdecker James B. Gibson benannt. Der Krater Gibson auf dem Pluto hingegen wurde 2025 nach dem US-amerikanischen Payload Manager William C. Gibson (1945–2017) benannt.